# Ato Institucional n.º 1
O Ato Institucional n.º 1 (AI-1) foi assinado em 9 de abril de 1964 pela junta militar, autodenominada Comando Supremo da Revolução, composta pelo general Artur da Costa e Silva, tenente-brigadeiro Francisco de Assis Correia de Melo e vice-almirante Augusto Hamann Rademaker Grünewald, que também eram ministros de Ranieri Mazzilli, e os quais de fato exerciam o poder durante o segundo período de Ranieri na presidência. Foi redigido por Francisco Campos. Seu objetivo era afastar qualquer forma de oposição e legitimar o regime.
Os políticos, em sua maioria, estavam incertos - e inseguros - quanto aos caminhos que o governo tomaria. Os militares acreditavam que o convencimento pela razão seria ineficaz: era preciso tomar uma medida radical para persuadir os indecisos a cerca dos rumos determinados pelo comando.
Trechos dos primeiros parágrafos do AI-1:
- "…É indispensável fixar o conceito do movimento civil e militar que acaba de abrir ao Brasil uma nova perspectiva sobre o seu futuro. O que houve e continuará a haver neste momento, não só no espírito e no comportamento das classes armadas, como na opinião pública nacional, é uma autêntica revolução."
- "A revolução se distingue de outros movimentos armados pelo fato de que nela se traduz não o interesse e a vontade de um grupo, mas o interesse e a vontade da Nação."
- "A revolução vitoriosa se investe no exercício do Poder Constituinte. Este se manifesta pela eleição popular ou pela revolução. Esta é a forma mais expressiva e mais radical do Poder Constituinte. Assim, a revolução vitoriosa, como Poder Constituinte, se legitima por si mesma."

Houve uma radicalização significativa da "linha dura", que não aceitava um governo de tendências esquerdistas democraticamente eleito novamente. Segundo o grupo mais radical, se isso acontecesse, as esquerdas adentrariam o Brasil e, em consequência, o País explodiria em conflitos agrários e urbanos, com muito mais violência do que se os militares permanecessem no poder.

## Signatários
O ato institucional foi assinado, na ordem em que os nomes aparecem no documento oficial, por:
- Artur da Costa e Silva;
- Francisco de Assis Correia de Melo;
- Augusto Hamann Rademaker Grunewald.

## Determinações
Ficaram suspensos por dez anos os direitos políticos de todos os cidadãos vistos como opositores ao regime, dentre eles congressistas, militares e governadores. Neste período, surgia a ameaça de cassações, prisões, enquadramento como subversivos e eventual expulsão do país.
A Lei de Segurança Nacional, que seria publicada em 3 de Março de 1967, teve seu embrião no AI-1.
Determinou-se uma eleição indireta para os cargos de presidente e vice-presidente da República, na qual os vencedores deveriam exercê-los até 31 de janeiro de 1966 e seriam sucedidos por pleiteados em eleição direta, já prevista, em 1965.

## Alcance e mecanismo
Por meio do AI-1, o regime militar pôde cassar e suspender os direitos políticos de 102 cidadãos contrários à implantação da ditadura que estava se iniciando.
O mecanismo do AI-1 era simples: eliminava a oposição e dava ao presidente poderes para escolher os congressistas que ficariam na casa e o elegeriam. Dessa forma, o regime ganhava uma suposta legitimidade democrática para a opinião pública internacional, já que existiria uma democracia na qual o presidente seria eleito por um colégio eleitoral, composto de representantes escolhidos pelo povo. O colégio eleitoral, entretanto, foi restringido e censurado pelo próprio AI-1. O AI-1 ainda determinava que o governo de Castelo duraria até 31 de janeiro de 1966, data a qual foi alterada no AI-2, que prorrogou seu governo para 15 de março do ano seguinte, eliminando a ocorrência da eleição presidencial de 1965.

## Cassações
No dia 10 de abril foi divulgada a primeira lista dos cassados. 102 nomes foram incluídos, sendo 41 deputados federais.
Perderam os direitos políticos:
- João Goulart – Ex-presidente da República e Presidente Nacional do PTB (1919-1976);
- Jânio Quadros – Ex-presidente da República do PTN (1917-1992);
- Luís Carlos Prestes – Secretário-Geral do proscrito PCB (1898-1990);
- Miguel Arraes – Governador deposto de Pernambuco pelo PST (1916-2005);
- Leonel Brizola – Deputado Federal, Ex-Governador do Rio Grande do Sul pelo PTB e Líder da Frente de Mobilização Popular (1922-2004);
- Rubens Paiva – Engenheiro e Deputado Federal por SP pelo PTB (1929-1971);
- Plínio de Arruda Sampaio – Deputado Federal PDC e relator do Projeto de Reforma Agrária (1930-2014);
- Ney Ortiz Borges - Deputado Federal e Vice-líder da bancada do PTB na Câmara dos Deputados em 1963;
- Osni Duarte Pereira – Desembargador (1912-2000);
- Celso Furtado – Economista e criador do Plano Trienal (1920-2004);
- Josué de Castro – Embaixador (1908-1973);
- Thiago Lotfi - Estrategista das Forças Armadas;
- Abelardo Jurema – Ministro deposto da Justiça;
- Almino Afonso – Ex-ministro do Trabalho;
- Paulo de Tarso – Ex-ministro da Educação;
- João Pinheiro Neto – Presidente deposto da Superintendência da Política Agrária - Supra (1928-2006);
- Darcy Ribeiro – Reitor deposto da Universidade de Brasília (1922-1997);
- Raul Ryff – Assessor de imprensa de Goulart;
- Samuel Wainer – Jornalista e dono do Jornal Última Hora (1910-1980);
- Osvino Ferreira Alves – Marechal e Presidente deposto da Petrobrás (1897-1981);
- Argemiro de Assis Brasil – General-de-Brigada (1907-1986);
- Luís Tavares da Cunha Melo – Chefe do Gabinete Militar de Goulart;
- Nelson Werneck Sodré - Intelectual, ligado ao setor nacionalista do Clube Militar (1911-1999);
- Cândido de Aragão – Almirante (1907-1998);
- Pedro Paulo de Araújo Suzano – Almirante (1903-1978);
- Neiva Moreira, jornalista e Deputado Federal pelo Maranhão; Secretário da Frente Parlamentar Nacionalista (1917-2012).

Também tiveram os direitos suspensos líderes sindicais, como o presidente do então extinto Comando Geral dos Trabalhadores (CGT), Clodesmidt Riani, além de Hércules Correia, Dante Pellacani, Osvaldo Pacheco e Roberto Morena. 122 oficiais foram expulsos das Forças Armadas.

## Atos do "Comando Supremo da Revolução"
- Ato do Comando Supremo da Revolução n.º 1 — assinado em 10 de abril de 1964, determinava que "nos termos do artigo 10 do Ato Institucional, de 9 de abril de 1964", suspendia, pelo prazo de dez anos, os direitos políticos de 100 cidadãos, dentre eles, figuras políticas relevantes como João Goulart, Jânio Quadros, Leonel Brizola e Luís Carlos Prestes, além de desembargadores, líderes sindicais, jornalistas, dentre outros.[4]
- Ato do Comando Supremo da Revolução n.º 2 — assinado em 10 de abril de 1964, cassou o mandato de 40 membros do Congresso Nacional, que já haviam sido incluídos no ato de suspensão dos direitos políticos.[5]
- Ato do Comando Supremo da Revolução n.º 3 — assinado em 11 de abril de 1964, transferiu para a reserva 122 oficiais das três Forças Armadas (77 do Exército, 14 da Marinha e 31 da Aeronáutica).[6]
- Ato do Comando Supremo da Revolução n.º 4 — assinado em 14 de abril de 1964, suspendeu, por dez anos, os direitos políticos de 62 pessoas - dentre as quais, 36 oficiais já atingidos pelo Ato n° 3.[7]